# Thuban

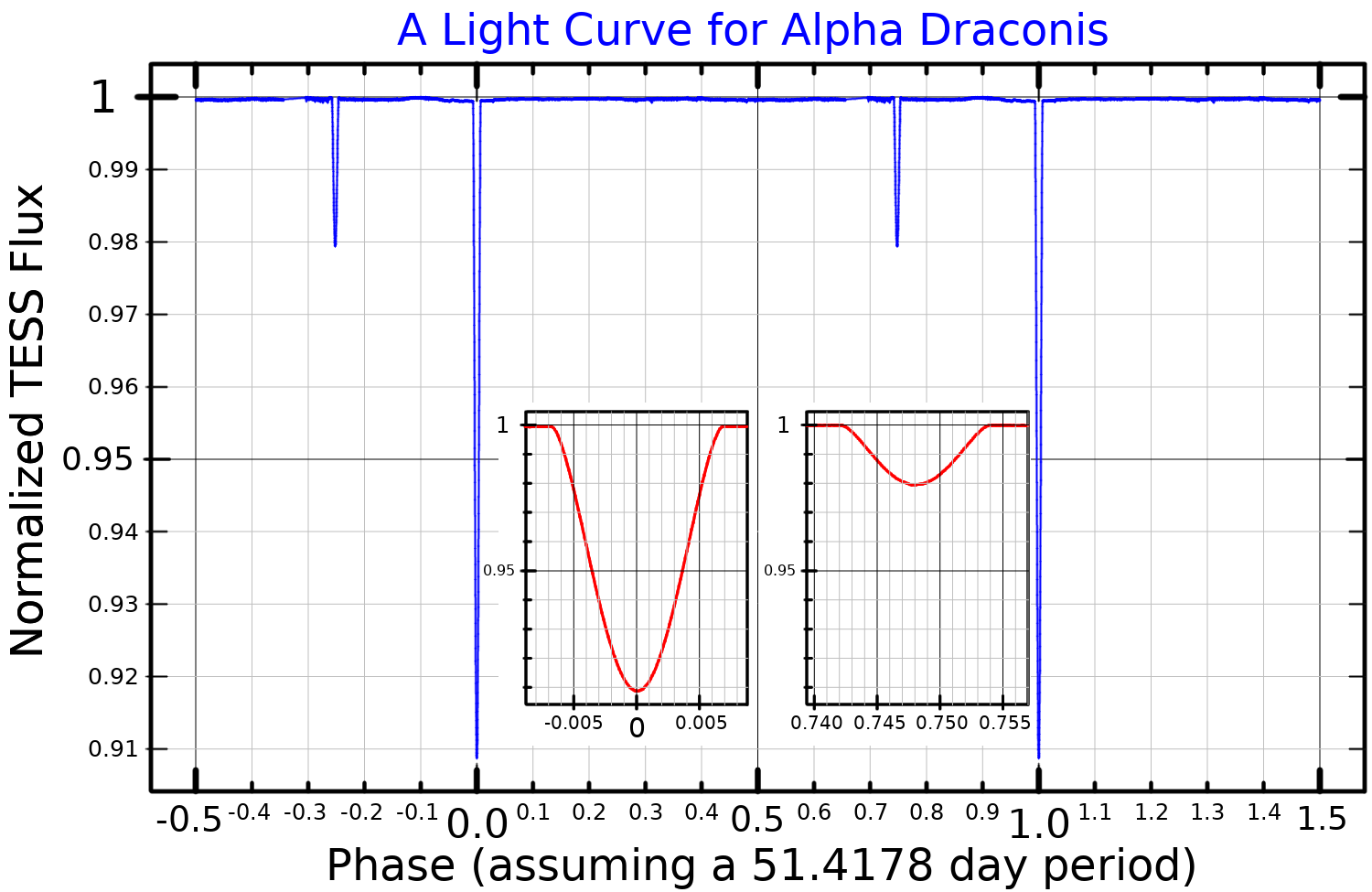
Lichtkromme van Thuban

Thuban (alpha Draconis) is een ster in het sterrenbeeld Draak (Draco).
De ster staat ook bekend als Adib en Staart van de Draak.
Door de precessie van de aardas stond rond 2700 v.Chr. de noordelijke hemelpool in de buurt van deze ster en was Thuban dus de poolster. De pool staat tegenwoordig in de buurt van de ster Polaris.